# Tyberiusz Grakchus

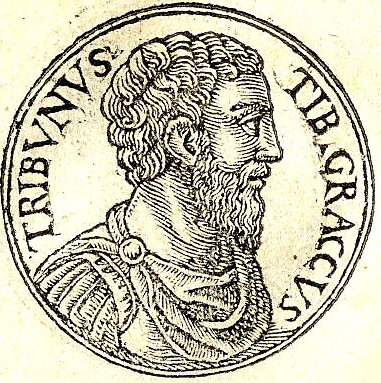
Tyberiusz Grakchus

Tiberius Sempronius Gracchus (ur. w 162 p.n.e., zm. w 133 roku p.n.e.) – syn Tyberiusza Semproniusza Grakchusa i Kornelii Afrykańskiej Młodszej (córki Scypiona Afrykańskiego). Starszy brat Gajusza Grakchusa. Pełnił urząd trybuna ludowego w 133 roku p.n.e.

## Życiorys

### Tyberiusz trybunem ludowym
Zgodnie z przepisanym zwyczajem porządkiem Tyberiusz zgłosił swoją kandydaturę na stanowisko trybuna ludowego i został wybrany na jednego z dziesięciu trybunów. Urząd trybunów ludowych, mający początkowo bronić interesów ludu przed senatorami, w II w. p.n.e. stał się faktycznie instrumentem w rękach senatu. Wśród dziesięciu trybunów zawsze znalazł się jeden, który działał zgodnie z interesami senatu i stanu senatorskiego. Umożliwiała to tzw. intercesja – wstrzymanie czynności kolegi trybuna, o ile zaistniało podejrzenie, że godzi on w interesy ludu rzymskiego. W praktyce jeden trybun mógł zawetować uchwałę, na którą zgodziło się nawet pozostałych dziewięciu i wstrzymać pracę nad jej przeprowadzeniem.

### Ager publicusi potrzeba parcelacji
Tyberiusz Grakchus zamierzał przeprowadzić ustawę o podziale ziemi gromadzkiej (ager publicus). Właściciele olbrzymich posiadłości – zamiast uprawiać rolę – przekształcali ziemię orną w pastwiska, gdyż hodowla bydła była bardziej opłacalna. Gdyby ager publicus puszczony w pastwiska rozparcelowano między rolników, faktycznie państwo zyskałoby na tym; natomiast tę jego część, która należała do latyfundiów zamożnych ziemian i była uprawiana przez nich od dawna, miano przy nich zostawić. Nadmiar ludności rzymskiej należało skierować do kolonii rzymskich w prowincjach z żyznymi terenami rolniczymi: na Sycylii, w Afryce. Trzeba było wziąć pod uwagę, że obszar 500 jugerów stanowiący za Licyniusza i Sekstiusza wielki majątek, obecnie był skromnym stanem posiadania. 

### Próby przeforsowania ustawy agrarnej Tyberiusza Grakchusa
Tyberiusz został wybrany trybunem ludowym na rok 133 p.n.e. i przedstawił w zgromadzeniu ludowym projekt swojej ustawy agrarnej. Modyfikowała ona treść ustawy Licyniusza i Sekstiusza z 366 p.n.e. Właścicielowi wolno było posiadać jedynie 500 jugerów (125 ha) ziemi osobiście oraz po 250 na każdego syna, w sumie nie więcej jednak niż 1000. Nadwyżkę miano podzielić na parcele po 30 jugerów (7,5 ha) i rozdać najbardziej potrzebującym chłopom. Rozdziałem ziemi miała kierować stała komisja, złożona z 3 członków, z kompetencją sądową, aby każda decyzja o zaklasyfikowaniu własności dóbr (do własności prywatnej lub państwowej) nabierała mocy prawnej. Nazwano tę komisję „triumwiratem agrarnym”. Kiedy Tyberiusz Grakchus zwołał lud na głosowanie, jeden z jego kolegów, Marek Oktawiusz, człowiek nieskazitelnej uczciwości, zgłosił intercesję. Oznaczało to, że głosowanie należy wstrzymać. Wtedy Tyberiusz, zgodnie z prawem, zastosował intercesję wobec czynności wszystkich urzędników w państwie – cała machina biurokratyczna w Rzymie przestała działać. Ostatecznie osiągnięto konsensus i przekazano projekt ustawy agrarnej do rozpatrzenia senatowi. Senat treść ustawy był skłonny zaakceptować, ale był urażony dotychczasowym postępowaniem Tyberiusza. Ustawę odrzucono.

### Usunięcie Oktawiusza z kolegium trybunów
Wobec wyczerpania środków legalnych Tyberiusz postanowił pójść przebojem. Zwołał trybunów ludowych i zaproponował głosowanie nad tym, kto ma ustąpić z kolegium: on czy Oktawiusz. Większość uprawnionych do głosowania gmin (tribus) opowiedziała się za wydaleniem Oktawiusza z kolegium trybunów. Oktawiusz odmówił opuszczenia miejsca dobrowolnie. Tyberiusz polecił usunąć go swoim zwolennikom. Wywiązała się bójka, w której jednemu z niewolników Oktawiusza wybito oko. 

### Powołanie triumwiratu agrarnego
Po bezprawnym pozbyciu się Oktawiusza ustawę agrarną przeprowadzono na zgromadzeniu ludowym. Ustanowiono komisję agrarną (triumwirat agrarny) złożoną z obu braci Grakchusów (Gajusz miał wtedy 20 lat) i Appiusza Klaudiusza, teścia Tyberiuszowego. Stanowiło to kolejne odstępstwo od zwyczajów republikańskich: było bowiem niedopuszczalne, aby urzędnik projektujący pewien urząd sam został na ten urząd powołany, a w dodatku by tworzono kolegium urzędnicze z członków tej samej rodziny. Mimo tych zastrzeżeń proceduralnych działalność „triumwiratu agrarnego” okazała się bardzo pożyteczna. 
Aby uniknąć odpowiedzialności przed sądem za bezprawne usunięcie kolegi z kolegium trybunów, Tyberiusz postanowił kandydować na urząd trybuna ludowego po raz drugi. Była to tzw. kontynuacja magistratury, a zakazano jej dlatego, że dawała wybranemu możność uchylenia się od odpowiedzialności. 

### Testament Attalosa III a triumwirat agrarny
W 133 p.n.e. Rzym przyłączył nową prowincję na wschodzie. Ostatni król Pergamonu, Attalos III, zmarł bezpotomnie i zapisał swoje państwo ludowi rzymskiemu w testamencie. Na ziemiach państwa odziedziczonego po Attalosie III Rzymianie zorganizowali prowincję Azja. Wraz z nią Rzymianie odziedziczyli skarb Attalidów. Tyberiusz Grakchus na zgromadzeniu ludowym wystąpił z wnioskiem, aby ten skarb oddano do dyspozycji komisji agrarnej na zakup inwentarza dla nowych rolników. Było to kolejne uchybienie zwyczajowi obowiązującemu w republice rzymskiej, gdzie zarządzenia gospodarcze mógł wydawać jedynie senat. Mimo to lud uchwałę przeprowadził, a Tyberiusz Grakchus zapewnił sobie wybór na trybuna na rok następny. 

### Upadek Tyberiusza Grakcha
Posypały się oskarżenia, że Tyberiusz Grakchus chce zostać królem rzymskim. W dniu wyborów zebrało się tak wielu przeciwników Tyberiusza, że ten ostatni postanowił rozwiązać zgromadzenie i odłożyć głosowanie do następnego dnia. Przed rozwiązaniem zgromadzenia Tyberiusz zwraca się do zebranego ludu, iż przeczuwa swoją śmierć z ręki przeciwników, więc prosi, aby zaopiekowano się po jego śmierci żoną i małymi dziećmi. Zebrani zwolennicy Tyberiusza byli tak wzruszeni, iż ruszyli tłumnie do jego domu, otoczyli go i całą noc trzymali straż. Nazajutrz Tyberiusz, wychodząc z domu z filozofem Blosjuszem z Kyme, omal nie został trafiony dachówką, którą strąciły bijące się na dachu dwa kruki. Potraktował to jako zły omen, ale Blosjusz zlekceważył to, mówiąc co ludzie powiedzą, jeżeli wnuk pogromcy Hannibala ulęknie się kruka i nie wyjdzie do ludu? Na Forum, gdzie miano obradować, okazało się, że nastroje ludu są jak najlepsze. Głosowanie zgromadzenia ludowego na Forum przeprowadzono bez zakłóceń. Tymczasem na Kapitolu zebrał się senat. Jeden z senatorów, Fulwiusz Flakkus, zszedł na Forum i tuż przed ogłoszeniem wyników głosowania przedarł się do zaprzyjaźnionego ze sobą Tyberiusza Grakcha. Ostrzegł trybuna, że jego wrogowie w senacie, nie mogąc przekonać do swojego zdania konsula, postanowili zgładzić go samowolnie i że w tym celu uzbroili wielu niewolników i wyzwoleńców. Najbliżej stojący Tyberiusza, słysząc to, rzucili się na strażników, odebrali im włócznie i połamali je. Wybuchło wielkie zamieszanie i wrzawa. Trybun chciał dać do zrozumienia, o co chodzi stojącym dalej, wskazując na głowę; część zebranych zrozumiała ten gest właściwie, że jego życie jest w niebezpieczeństwie, inni opacznie – że chce korony królewskiej. Taka informacja dotarła na Kapitol – że Tyberiusz Grakchus zażądał od ludu korony królewskiej dla siebie. Konsul Scewola mimo tego nie chciał używać siły przeciw trybunowi, ale senator Nazyka, brat cioteczny Grakchów i jednocześnie ich największy przeciwnik, pociągnął za sobą grupę senatorów, niektórych uzbrojonych w kije, na Forum, do trybuna. Tłum pewnie stawiłby czoła siepaczom, lecz wobec senatorów w togach z szerokim szlakiem ustąpił z szacunkiem. Tyberiusz podobno próbował ucieczki, ale upadł i w końcu został zamordowany, a wraz z nim jego 300 zwolenników. Umrzeć miał nieopodal świątyni Wierności, gdzie stały posągi 7 królów rzymskich; on zaś miał być rzekomo ósmym. Mimo próśb brata, Gajusza, ciała jego oraz jego zwolenników wrzucono tego dnia do Tybru.

### Śmierć Scypiona Afrykańskiego
W tym czasie Scypion prowadził wojnę w Hiszpanii. Udało mu się przywrócić karność w szeregach wojska rzymskiego, wreszcie zaś zdobyć Numancję. Do jego dziedzicznego przydomka „Afrykański” dodano mu „Numantyński”. Na wieść o śmierci szwagra i jej okolicznościach miał podobno odpowiedzieć wierszem Homera: niechby każdy tak zginął, kto by sprawę podjął podobną. Oczywiście chodziło mu nie o przeprowadzenie ustawy agrarnej, ale uzurpację władzy jednoosobowej, wbrew ustrojowi republikańskiemu. Dowodem na to był fakt, że senat zezwolił komisji agrarnej działać jeszcze przez kilka następnych lat. Zniesienia „triumwiratu agrarnego” podjął się Scypion. W 129 roku p.n.e. został zamordowany we własnym łóżku.